# Station Sheffield
Sheffield of Sheffield Midland is een spoorwegstation en tramhalte in Sheffield, in Yorkshire, Noord-Engeland.
Het station is gelegen aan de Midland Main Line-route via Derby (of Nottingham) en Leicester naar Station London St Pancras.
Het station is aangesloten op het Sheffield Supertram-netwerk.

## Treinverbindingen
Treinen worden gereden door East Midlands Railways, Northern Rail, CrossCountry en TransPennine Express.
- Intercity London - Leicester - Derby - Sheffield
- Intercity London - Leicester - Loughborough - East Midlands Parkway - Derby - Sheffield
- Intercity Liverpool Lime Street - Manchester Piccadilly - Sheffield - Nottingham - Peterborough - Norwich

- Intercity Edinburgh - Newcastle - York - Leeds / Doncaster - Sheffield - Derby - Birmingham - Bristol - Exeter - Plymouth
- Intercity Edinburgh - Newcastle - York - Leeds / Doncaster - Sheffield - Derby - Birmingham - Reading - Southampton

- Intercity Manchester Airport - Manchester - Sheffield - Doncaster - Cleethorpes

- Sneltrein Leeds - Barnsley - Sheffield - Chesterfield - Nottingham
- Stoptrein Sheffield - Doncaster - Hull - Scarborough
- Stoptrein Sheffield - Doncaster - Scunthorpe
- Stoptrein Manchester - Chinley - Sheffield
- Stoptrein Sheffield - Worksop - Retford - Lincoln
- Stoptrein Huddersfield - Barnsley - Sheffield